# De prediking van Johannes de Doper
De prediking van Johannes de Doper is een schilderij van Pieter Bruegel de Oudere uit 1566. Het is in privaat bezit maar wordt sinds 1919 uitgeleend aan het Museum voor Schone Kunsten van Boedapest. Rechtsonder draagt het paneel de signatuur BRVEGEL / MD.LXVI.

## Voorstelling
De plaats van handeling is niet de woestijn van Judea, zoals beschreven in Matteüs, 3:2-4, maar een open plek in het bos. Daar is een menigte verzameld om te luisteren naar een man in een bruin boetekleed. De spreker, Johannes de Doper, is door niets dan de bliklijnen uitgelicht, en het duurt even voor de kijker hem opmerkt. Hij wijst naar een nog kleinere figuur schuin achter hem, Jezus, die enigszins afgezonderd met gekruiste armen toehoort. Kennelijk is dit het ogenblik waarop de Doper de farizeeën van antwoord diende, zoals beschreven in Joh, 1:26-27:
‘Ik doop met water’, antwoordde Johannes, ‘maar in uw midden is iemand die u niet kent, hij die na mij komt — ik ben het niet eens waard om de riemen van zijn sandalen los te maken’. (Nieuwe Bijbelvertaling)

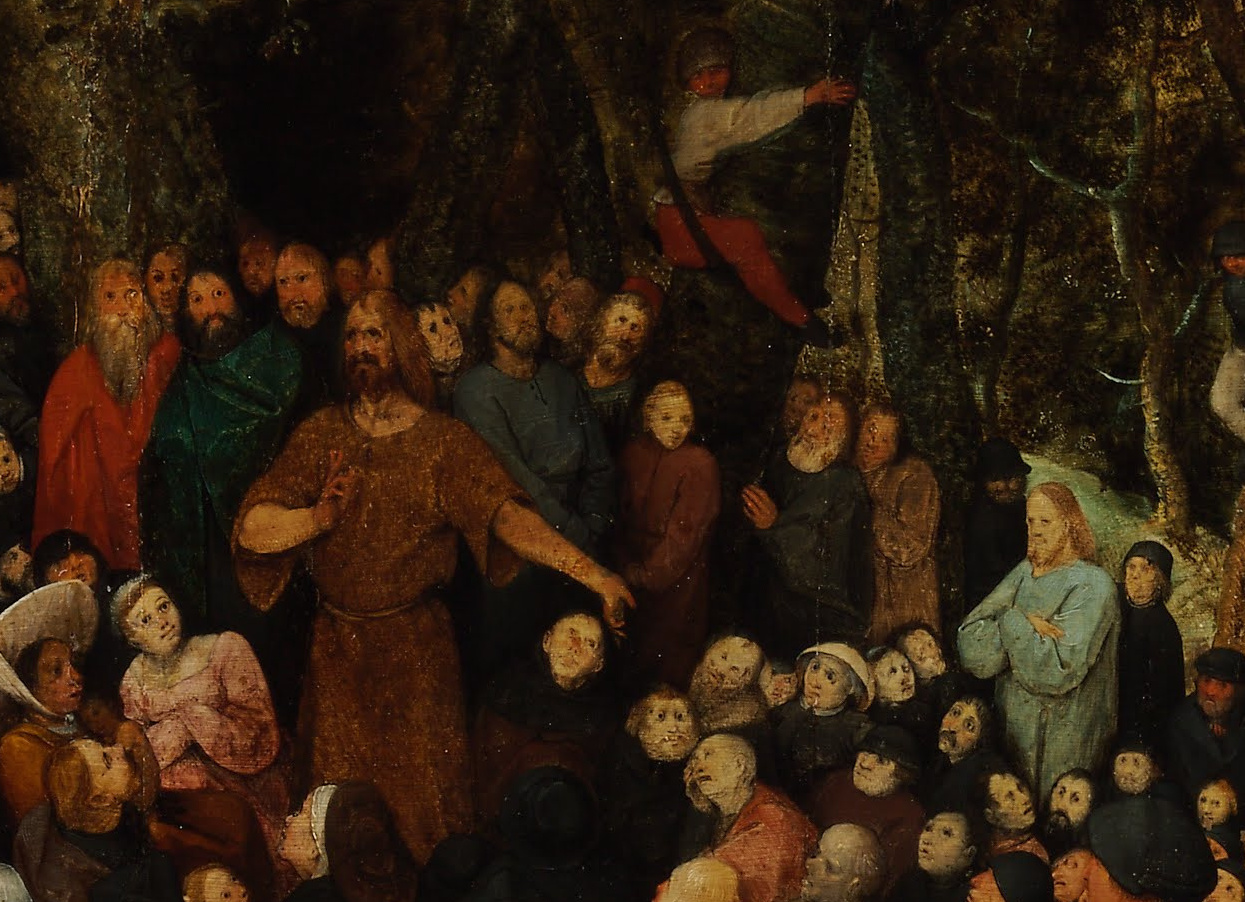
Een rosse, langharige Jezus luistert met gekruiste armen naar Johannes in boetekleed (detail)

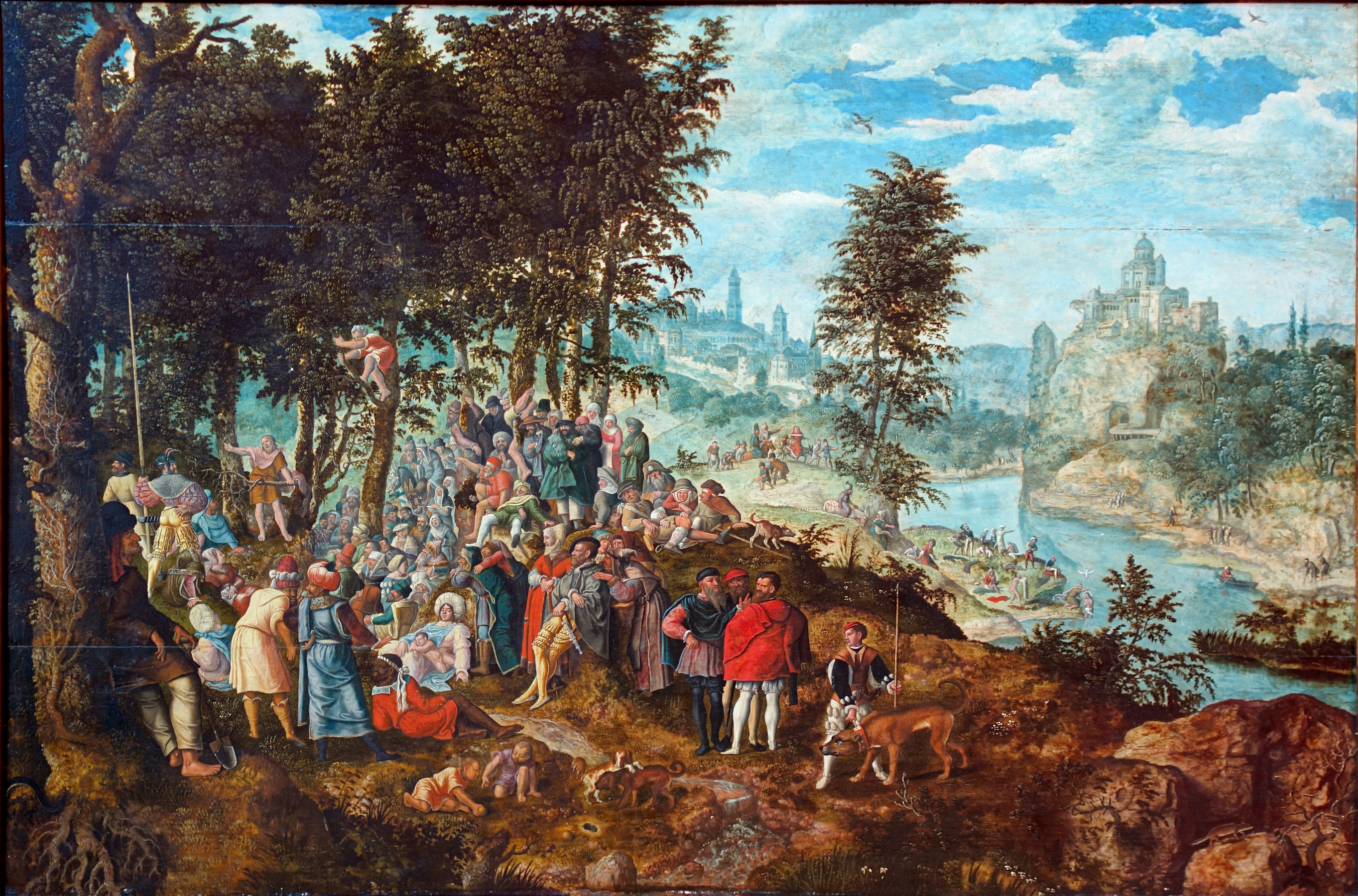
Hetzelfde thema behandeld door de Meester van de Prediking van Rijsel, ca. 1520-1530

De onopvallendheid van Jezus komt overeen met zijn status op dat moment. Het publiek wist nog niet wie hij was of waartoe hij in staat was. De variëteit onder de toehoorders is groot: we zien mensen uit alle standen, van allerlei herkomst, in diverse gemoedstoestanden. Elk lijkt de preek te aanhoren op zijn of haar eigen manier: gespannen, verveeld, aangegrepen, mijmerend, discussiërend, extatisch. Iemand krijgt zelfs een soort epileptische aanval. Jongens zijn in de bomen geklommen om beter te kunnen zien of horen. Verschillende personen kijken het beeld uit, een manier om de kijker visueel te betrekken bij het schilderij.
Aan de rechterrand wisselen twee gekapte mannen afkeurende woorden. De tau op de rug van de linkse maakt duidelijk dat hij een antonieter is. Het gezelschap boven hen heeft een goede zitplaats gevonden, als in een loge. Naast de monniken staat een exuberant uitgedoste soldaat met een zwaard, die de handen op de rug houdt. Hij gelijkt op de tamboer uit Drie soldaten. Nog twee monniken boven hem luisteren met neergeslagen blik. Links van de antonieter staat een eenvoudig meisje. Een dode vogel steekt uit vanonder haar jas. Naast haar zit een gezin zigeuners met gestreepte dekens als mantel. Het aangezicht van de vrouw is verborgen achter haar breedgerande hoed. De man leest grijnzend de hand van een rijke burger of edelman die van Johannes is afgekeerd. Verder opschuivend naar links zit een pelgrim, herkenbaar aan zijn stok en de op zijn hoed gespelde pelgrimstekens. Tegen de boom leunt een man wiens spiedende blik en zwaardgevest aangeven dat hij is belast met de beveiliging. Aan de andere kant van de boom zien we een marktkraamster in een fraaie jurk. Haar koopwaar heeft ze op de rug gebonden. Ze is in het gezelschap van een Ottomaan met een tulband die met opgeheven hoofd luistert. In de massa is nog een andere moslimtulband te zien.

## Duiding
Weinigen twijfelen eraan dat Bruegel een clandestiene hagenpreek heeft bijgewoond in voorbereiding op de Prediking van Johannes. Hij maakte het werk precies het jaar waarin het fenomeen explodeerde. Misschien was hij nieuwsgierig of wilde hij visuele indrukken opdoen. Zelfs al zal het wellicht niet in de onmiddellijke omgeving van Brussel zijn geweest, waar de bewaking tegen beeldenstormers en hervormers grondig was, hij hoefde Brabant niet te verlaten om een hagenpreker aan het werk te zien.
Wat er ook van zij, uit het bijwonen van een hagenpreek kan niet worden afgeleid dat Bruegel zelf het calvinisme of anabaptisme aanhing. Het staat namelijk buiten kijf dat tijdgenoten zijn Prediking als perfect rechtzinnig zagen. Per slot van rekening was het thema al tientallen jaren gangbaar in de schilderkunst van de Nederlanden. Voorts werd Bruegels paneel in volle contrareformatie tientallen keren gekopieerd door zijn zoons Pieter en Jan, en kwam het zelfs in de collectie van de zeer katholieke infante Isabella. Propaganda of sympathie voor de hervormers valt uit het werk dus niet af te lezen, en het is zelfs niet uitgesloten dat ze worden gesatiriseerd. Er zijn namelijk nogal wat vreemde kwasten onder de toehoorders, al kan dat ook vanuit het thema zelf worden verklaard. De belangrijkste boodschap lijkt te zijn dat eenieder Gods woord naar eigen vermogen ontvangt.
De man in het zwart die zich de hand laat lezen, wordt onder meer door Marijnissen beschouwd als een portret, maar dat is niet zeker en van de diverse hypotheses over zijn identiteit is er nog geen enkele geloofwaardig bevonden. Interessant is dat de figuur is weggelaten op sommige latere kopieën. Het zou kunnen dat hij na Bruegels dood als protestant te boek kwam te staan. Maar dan rijst de vraag welke opdrachtgever zich in zo'n situatie zou laten afbeelden, wetende dat waarzeggerij en handlijnkunde niet waren geoorloofd door de kerk en streng werden veroordeeld door Calvijn? Hier wreekt zich het feit dat over de opdracht en de vroege bezitsgeschiedenis geen gegevens bekend zijn. Na de inventaris van Isabella is het eerste spoor van het schilderij een Hongaarse tentoonstelling in 1896, die plaatsvond nadat de Prediking was "ontdekt" in het oude kasteel van de familie Batthyány in Németujvár. Omdat het item ontbreekt in de catalogus, is er pas zekerheid in 1905 met een publicatie van Romdahl.

## Compositie en stijl
De grote innovatie van Bruegel is dat hij de luisterende massa werkelijk tot het onderwerp van het schilderij maakt. Voor zijn doen is het gezichtspunt laag en ontbreekt een weids landschap. De toeschouwer moet het gevoel krijgen dat hij als het ware komt aansluiten bij de afgebeelde menigte, die bijeen is op een afgesloten plek. Het doorkijkje bevat wel de typisch bruegeliaanse combinatie van een rivier, een stad en een gebergte. Zijn miniatuurkunst komt tot uiting in de minuscule trekjes waarmee hij de groep schetst die op de oever van de rivier hun doop afwacht. Bijzonder effectief zijn ook de repoussoirbomen, waarvan haast enkel de kromme stammen zijn weergegeven. Hun afbuiging naar links geeft een zeker ritme. De overheersende lijn in de compositie is de diagonaal van de mensendrom. Het gevarieerde coloriet draagt ertoe bij dat deze nooit monotoon oogt.

## Voetnoten
1. ↑  33 versies zijn geïdentificeerd, waarvan 24 uit het atelier van Pieter Brueghel en twee toegeschreven aan Jan Brueghel.
2. ↑  De inventaris van haar nalatenschap, opgemaakt tussen 1633 en 1650, vermeldt een predicatie van St. Jan, van den Ouden Brueghel. Als dit niet het Hongaarse paneel zou zijn, staat toch minstens vast dat het om een andere versie van hetzelfde thema ging.

- Koninklijk Instituut voor het Kunstpatrimonium: 40002240
- Gemeinsame Normdatei: 7731663-0
- RKDimages: 54753

Landschap met de parabel van de zaaier (1557) · Wie een varken is, moet in het kot (1557) · Twaalf spreekwoorden (1558) · De spreekwoorden (1559) ·  De strijd tussen Vasten en Vastenavond (1559) · De kinderspelen (1560) · De zelfmoord van Saul (1562) · Twee aapjes (1562) · De val der opstandige engelen (1562) · De triomf van de dood (ca. 1562) · Dulle Griet (1563) · De vlucht naar Egypte (1563) · Gezicht op de baai van Napels (ca. 1563) · De bouw van de toren van Babel (1563) · De aanbidding door de wijzen in de sneeuw (1563) · De kruisdraging (1564) · De aanbidding door de wijzen (1564) · De ontslaping van Maria (ca. 1564) · Christus en de overspelige vrouw (1565) · De hooitijd (juni/juli) (1565) · De oogst (augustus/september) (1565) · De terugkeer van de kudde (oktober/november) (1565)  · Jagers in de sneeuw (december/januari) (1565) · De sombere dag (februari/maart) (1565) · Winterlandschap met schaatsers en vogelknip (1565) · De kindermoord te Bethlehem (ca. 1566) · De boerenbruiloftsdans (1566) · De volkstelling te Bethlehem (1566) · De prediking van Johannes de Doper (1566) · De Sint-Maartenswijn (1566-67) · Het Land van Kokanje (Luilekkerland) (1567) · De bekering van Paulus (1567) · Het bruiloftsmaal (ca. 1567) · De dorpskermis (ca. 1567) · De toren van Babel (ca. 1568?) · Drie soldaten (1568) · De nestrover (1568) · De misantroop (1568) · De parabel van de blinden (1568) · Hoofd van een boerin (ca. 1568) · De kreupele bedelaars (1568) · De ekster op de galg (1568)
Landschap met de verschijning van Christus aan het meer van Tiberias (1553) · De aanbidding door de wijzen (ca. 1556) · De val van Icarus (ca. 1565)
De grote vissen eten de kleine · Zeeslag in de Straat van Messina